# Anampses femininus
Anampses femininus là một loài cá biển thuộc chi Anampses trong họ Cá bàng chài. Loài này được mô tả lần đầu tiên vào năm 1972.

## Từ nguyên
Tính từ định danh của loài này trong tiếng Latinh có nghĩa là "nữ tính", hàm ý đề cập đến việc cá cái có kiểu màu tươi sáng hơn cá đực, trong khi hầu hết những loài lưỡng tính khác, cá đực có màu sắc nổi bật hơn cá cái.

## Phạm vi phân bố và môi trường sống
A. femininus có phạm vi phân bố rải rác ở Nam Thái Bình Dương. Từ phía nam rạn san hô Great Barrier, loài này được ghi nhận trải dài đến vùng bờ biển của bang New South Wales (Úc), cũng như ngoài khơi đảo Lord Howe, tại rạn san hô Elizabeth và rạn san hô Middleton; quần đảo Chesterfield (Nouvelle-Calédonie); Tonga; đảo Rapa Iti (Polynésie thuộc Pháp); quần đảo Pitcairn; đảo Phục Sinh.
Môi trường sống của A. femininus là gần các rạn san hô và đá ngầm ở độ sâu khoảng từ 10 đến 30 m; cá con có thể được tìm thấy giữa các rừng tảo bẹ.

## Mô tả
A. femininus có chiều dài cơ thể tối đa được biết đến là 24 cm. Cá cái có đầu và thân trước màu vàng đến màu cam sáng, với các đường sọc ngang màu xanh lam óng, thân sau và vây đuôi chuyển thành màu xanh lam sẫm. Có đốm đen ở phía sau của vây lưng và vây hậu môn. Cá đực ít được nhìn thấy hơn, có màu xanh lục phớt vàng với các vạch sọc ngắn màu xanh lam trên vảy. Đầu sẫm cam, có nhiều vệt sọc xanh. Các vây có màu sẫm, lốm đốm xanh.
Số gai ở vây lưng: 9; Số tia vây ở vây lưng: 12; Số gai ở vây hậu môn: 3; Số tia vây ở vây hậu môn: 12; Số tia vây ở vây ngực: 13; Số vảy đường bên: 26; Số lược mang: 15–17.

## Sinh thái học
Thức ăn của A. femininus chủ yếu là những loài động vật giáp xác, nhưng cũng có thể bao gồm cả những loài thủy sinh không xương sống khác. Nhiều khả năng, A. femininus là loài lưỡng tính tiền nữ, tức cá cái có thể chuyển đổi giới tính thành cá đực. Chúng thường sống thành từng nhóm nhỏ, cá cái có thể lẫn vào đàn của những loài bàng chài khác.
Loài này thường được đánh bắt trong ngành buôn bán cá cảnh, thường là cá cái vì chúng có nhiều màu sắc hơn.